# Walter Huston
Walter Thomas Huston (nar. Houghston; 5. dubna 1883 - 7. dubna 1950) byl kanadsko-americký herec a zpěvák. Huston získal Oscara pro nejlepšího herce ve vedlejší roli za vystoupení ve filmu Poklad na Sierra Madre režírovaný jeho synem Johnem Hustonem. Je patriarchou čtyř generací herecké rodiny Hustonů: kromě syna Johna vnoučat Anjelici Hustonové, Dannyho Hustona, Allegry Hustonové a pravnuka Jacka Hustona. Rodina má tři generace držitelů Oscarů: Walter, jeho syn John a Johnova dcera Anjelica.